# Associação Fonográfica Portuguesa
L'Associação Fonográfica Portuguesa (AFP) est une association professionnelle qui défend les intérêts de l'industrie phonographique au Portugal. Elle est chargée, au niveau national portugais, de la gestion collective des droits d'auteur de la production musicale.
Elle a lancé, le 13 mars 2006, une campagne de sensibilisation aux droits d'auteur sur internet : le site pro-music. Elle présenta, en avril 2006, 28 plaintes judiciaires dans l'objectif de découvrir les auteurs de partage illégal de fichiers musicaux,. Elle présenta ensuite, en octobre de la même année, des plaintes concernant la mise à disposition illégale de fichiers musicaux, conjointement avec la Sociedade Portuguesa de Autores (pt) et d'autres associations de même nature, dans le cadre d'une action mondiale d'une campagne de l'IFPI.

## Certifications de vente

### Albums
|         | De 1987 à mai 2005 | De mai 2005 à 2010 | De 2011 à 2024 | Depuis 2024 |
| ------- | ------------------ | ------------------ | -------------- | ----------- |
| Argent  | 10 000             |                    |                |             |
| Or      | 20 000             | 10 000             | 7 500          | 3 500       |
| Platine | 40 000             | 20 000             | 15 000         | 7 000       |
| Diamant |                    |                    |                | 70 000      |

### Singles

#### En ventes
|         | De 2011 à 2016 | De 2016 à 2024 | Depuis 2024 |
| ------- | -------------- | -------------- | ----------- |
| Or      | 10 000         | 5 000          | 5 000       |
| Platine | 20 000         | 10 000         | 10 000      |
| Diamant |                |                | 100 000     |

### DVD de musique
|         | Depuis 2008 |
| ------- | ----------- |
| Or      | 4 000       |
| Platine | 8 000       |